# سباق باريس روبيه 2001

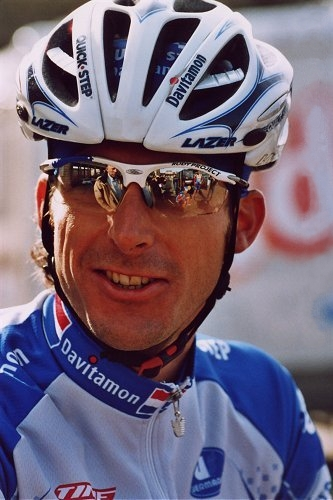

سباق باريس روبيه 2001 (بالإنجليزية: 2001 Paris–Roubaix)‏ هو سباق دراجات هوائية، وهو الموسم رقم 99 من نفس السباق، وأقيم في 15 أبريل 2001، وامتدّ لمسافة 254.5 كيلومتر، وهو أحد سباقات كأس العالم لسباق الدراجات على الطريق 2001 ‏، وهو من نوع سباق يوم واحد، وقد شارك في السباق 190 متسابقاً ووصل إلى نهايته 55 متسابقاً.
فاز فيه بالمركز الأول سيرفيه كنافن، وبالمركز الثاني يوهان موسيو، وبالمركز الثالث رومان فاينشتينز.

## التصنيف العام النهائي
| التصنيف العام | التصنيف العام   | التصنيف العام    | التصنيف العام            | التصنيف العام |        |
| الدراج        | الدراج          | البلد            | الفريق                   | الوقت         | السرعة |
| ------------- | --------------- | ---------------- | ------------------------ | ------------- | ------ |
| 1.            | سيرفيه كنافن    | هولندا           | Domo-Farm Frites-Latexco | 6 س 45 د 00 ث |        |
| 2.            | يوهان موسيو     | بلجيكا           | Domo-Farm Frites-Latexco | + 34 ث        |        |
| 3.            | رومان فاينشتينز | لاتفيا           | Domo-Farm Frites-Latexco | + 41 ث        |        |
| 4.            | جورج هينكابي    | الولايات المتحدة | US Postal Service        | + 41 ث        |        |
| 5.            | ويلفريد بيترز   | بلجيكا           | Domo-Farm Frites-Latexco | + 41 ث        |        |
| 6.            | لودو ديركسينس   | بلجيكا           | Lampre-Daikin            | + 41 ث        |        |
| 7.            | ستيفن ويسمان    | ألمانيا          | Deutsche Telekom         | + 41 ث        |        |
| 8.            | أندريه تشميل    | بلجيكا           | Lotto-Adecco             | + 2 د 35 ث    |        |
| 9.            | كريس بييرز ‏     | بلجيكا           | كوفيديس                  | + 2 د 35 ث    |        |
| 10.           | رولف سورينسن    | الدنمارك         | CSC-World Online         | + 2 د 59 ث    |        |

## وصلات خارجية
- الموقع الرسمي
- سباق باريس روبيه 2001 على موقع إحصائيات الدراجات الإحترافية (الإنجليزية)